# Mobile County
Das Mobile County ist ein County im US-Bundesstaat Alabama. Bei der Volkszählung im Jahr 2020 hatte das County 414.809 Einwohner und eine Bevölkerungsdichte von 129,3 Einwohnern pro Quadratkilometer. Der Verwaltungssitz (County Seat) ist Mobile.

## Geographie
Das County liegt im äußersten Südwesten von Alabama an der Mündung des Mobile River in die Mobile Bay, einen Teil des Golf von Mexiko, der das County im Süden begrenzt. Es hat eine Fläche von 4.258 Quadratkilometern, wovon 1.064 Quadratkilometer Wasserflächen sind. An das Mobile County grenzen folgende Countys:
| Greene County (Mississippi)  | Washington County |                |
| George County (Mississippi)  |                   | Baldwin County |
| Jackson County (Mississippi) |                   |                |

## Botanik im County

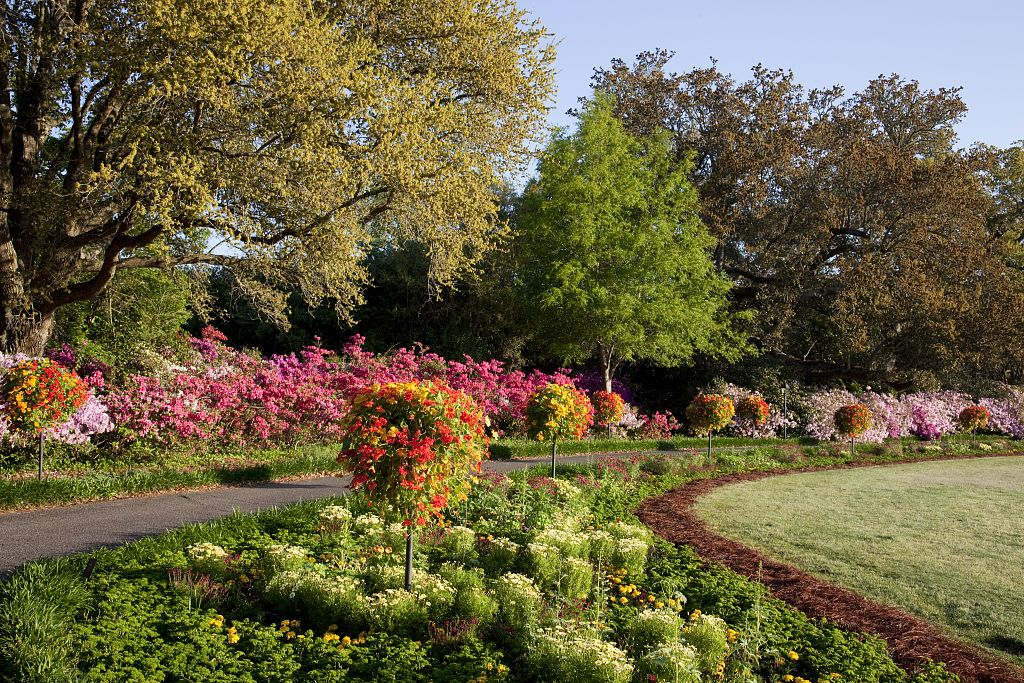
Bellingrath Gardens and Home

In Theodore befindet sich das historische Bellingrath Gardens and Home, ein 26 Hektar großer botanischer Garten. Der Garten liegt am Fowl River und wurde am 19. Oktober 1982 als Historic District unter der Nummer 82001609 in das National Register of Historic Places eingetragen.

Ein anderer botanischer Garten des Countys befindet sich in Mobile, dem Verwaltungssitz. Es sind dies die Mobile Botanical Gardens, mit einer Fläche von 404.656 m².

## Geschichte

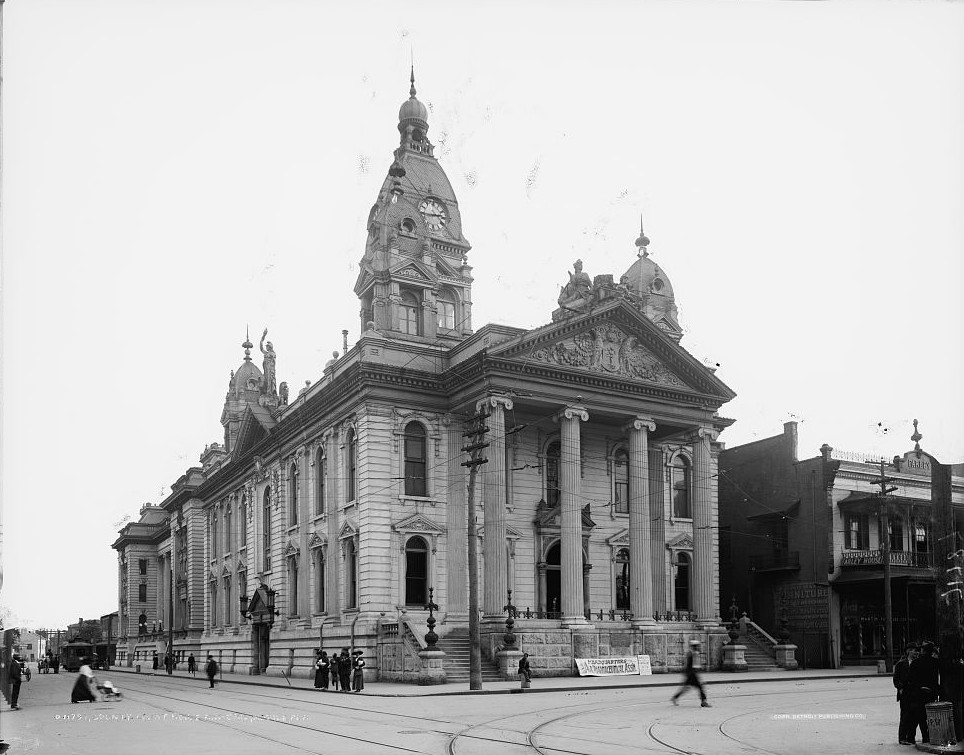
Das ehemalige Mobile County Courthouse

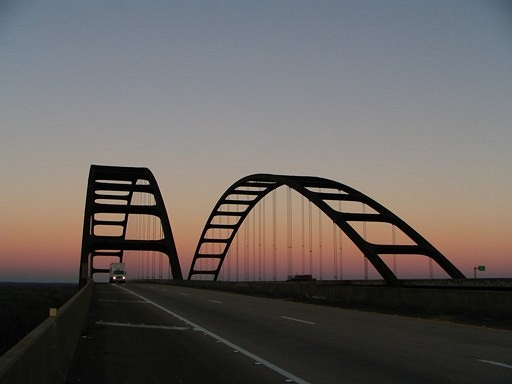
Die General Walter K. Wilson Bridge der Interstate 65 über den Mobile River

Das Gebiet des heutigen Mobile County gehörte von 1702 bis 1763 zu Frankreich, danach bis 1780 zu Großbritannien und von 1780 bis 1813 zu Spanien.
Das Mobile County wurde am 18. Dezember 1812 per Proklamation durch David Holmes, den damaligen Gouverneur des Mississippi-Territoriums, gebildet. Die Benennung erfolgte nach der gleichnamigen Bucht, Fluss und Stadt. Diese wiederum gründen in dem französischen Fort Louis de la Mobile, das hier 1702 entstand und seinen Namen von den dort ursprünglich lebenden Mobile ableitete.
Das Gerichtsgebäude wurde 1832, 1840 und 1872 jeweils durch ein Feuer zerstört.

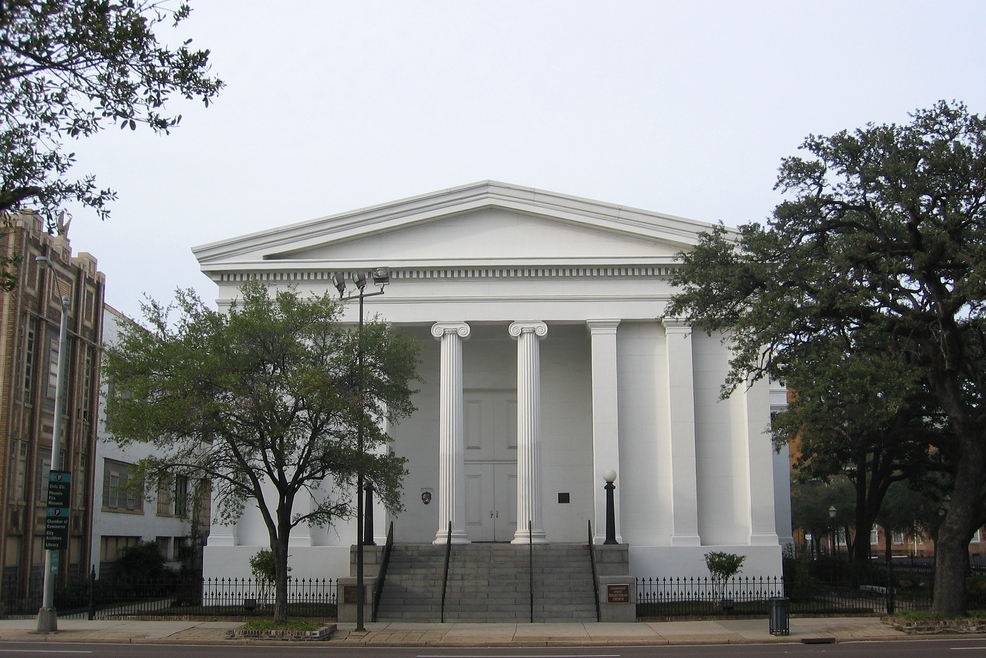
Government Street Presbyterian Church (2007)

137 Bauwerke und Stätten im County sind im National Register of Historic Places (NRHP) eingetragen (Stand 5. April 2020), darunter haben vier den Status eines National Historic Landmarks: das Schlachtschiff USS ALABAMA, das U-Boot USS DRUM, die Mobile City Hall und die Government Street Presbyterian Church.

## Demografische Daten
Nach der Volkszählung im Jahr 2010 lebten im Mobile County 412.992 Menschen in 155.657 Haushalten. Die Bevölkerungsdichte betrug 129,3 Einwohner pro Quadratkilometer.
Ethnisch betrachtet setzte sich die Bevölkerung zusammen aus 60,2 Prozent Weißen, 34,6 Prozent Afroamerikanern, 0,9 Prozent amerikanischen Ureinwohnern, 1,8 Prozent Asiaten sowie aus anderen ethnischen Gruppen; 1,5 Prozent stammten von zwei oder mehr Ethnien ab. Unabhängig von der ethnischen Zugehörigkeit waren 2,4 Prozent der Bevölkerung spanischer oder lateinamerikanischer Abstammung.
In den 155.657 Haushalten lebten statistisch je 2,55 Personen.
25,9 Prozent der Bevölkerung waren unter 18 Jahre alt, 61,6 Prozent waren zwischen 18 und 64 und 12,5 Prozent waren 65 Jahre oder älter. 52,0 Prozent der Bevölkerung war weiblich.

Das jährliche Durchschnittseinkommen eines Haushalts lag bei 39.828 USD. Das Prokopfeinkommen betrug 21.274 USD. 18,7 Prozent der Einwohner lebten unterhalb der Armutsgrenze.

## Orte im Mobile County
Citys
| - Bayou La Batre - Chickasaw - Citronelle - Creola | - Mobile - Prichard - Saraland - Satsuma - Semmes |

Towns
- Dauphin Island
- Mount Vernon

Census-designated places (CDP)
| - Axis - Belle Fontaine - Bucks - Calvert | - Chunchula - Grand Bay - Theodore - Tillmans Corner |

andere Unincorporated Communitys
| - Alabama Port - Coden - Eight Mile - Fernland - Heron Bay | - Irvington - Kushla - Le Moyne - Mauvilla - Mon Louis | - Saint Elmo - Whistler - Wilmer |

weitere Orte
- Akka
- Allenville
- Bayleys Corner
- Chastang
- Cottage Hill
- Country Club Estates
- Country Club Village
- Cox Beach
- Crichton
- Dawes
- Delchamps
- Dixon Corner
- Farnell
- Faustinas
- Forest Hill
- Forest Park
- Fort Gaines
- Fort Stoddard
- Fowl River
- Georgetown
- Hatters
- Jackson Heights
- Laurendine
- Lloyds
- Mackies
- Magazine
- Mann
- Mertz
- Millertown
- Moffet
- Movico
- Navco
- Neely
- Nenemoosha
- Neshota
- North Mobile
- Oak Grove
- Orchard
- Pennsylvania
- Pine Grove
- Pineola
- Plateau
- Salco
- San Souci Beach
- Seven Hills
- Sibert
- Sidney
- Smithport
- Smithtown
- South Orchard
- Spring Hill
- Summerville
- Sunny Cove
- Tacon
- Tanner Williams
- Toulminville
- Union Church
- Warley
- Wheelerville